# شركة سي ان سي للاتصالات
شركة سي ان سي للاتصالات ولتكنلوجيا المعلومات وانظمة المراقبة هي شركة مسجلة في بغداد العراق تأسست في عام 2008م من قبل مهندسون عراقيون ومبرمجون محترفون بتقنيات المعلومات على الرغم من الظروف والصعوبات التي واجهت الشركة في السابق، ولكن استطاع فريق الشركة تحقيق إنجازات ناجحة على المستويين في القطاع الخاص والهيئات والدوائر الحكومية.
شركة سي ان سي للاتصالات (بالإنجليزية: CNC)‏ وهي واحدة من أكبر شركات الأتصالات وتزويد الأنترنت (بالإنجليزية: ISP)‏ في العراق عن طريق تقنية الكابل الضوئي المتوفر بالعراق من المصادر الشمالية والجنوبية وتعتبر الشركة الأسرع من خلال دعمها الفني المتواصل طيلة أيام الأسبوع وسرعة الأستجابة إضافة إلى توفيرها باقات متنوعة من خدمات عن طريق شبكة واي فاي بترددات مختلفة تناسب البيئة والسوق العراقي. للشركة الآن افرع في جميع محافظات العراق وتسعى لتطوير قابلياتها وكفائة كادرها حيث تشهد الشركة زيادة مضطردة بعددهم إضافة إلى عدد المقرات ومراكز التسويق الخاصة بها على مستوى جمهورية العراق

## الخدمات المقدمة
1- خدمة الأنترنت واسع النطاق.
2- خدمة الأنترنت للحزم الثابتة والمتغيرة.
3- خدمة التلفزيون والقنوات الفضائية المشفرة.
4- خدمات الألعاب على الشبكة (لمستخدمي الشبكة وخارجها).
5- خدمات الجوجل بلي وابل ستور
6- خدمات توفير البرامج والأفلام السينمائية الحديثة
7- خدمات الاتصالات الدولية استضافة المواقع.
8- توفير خدمات الانترانت للشبكات المحمية للمصارف والبنوك والمؤسسات.